# Эстерхази (торт)
Эстерха́зи — торт из белково-ореховых коржей типа безе с прослойкой и отделкой масляно-заварным кремом и миндальными лепестками по бокам. Верх торта имеет характерный рисунок в виде тёмно-коричневых линий.
Популярен в Венгрии, Австрии и Германии. Назван в честь венгерского дипломата князя Пала Антала Эстерхази, министра иностранных дел Венгрии во время революции 1848—1849 годов.
Изобретен будапештскими кондитерами в конце 19 века и вскоре стал одним из самых известных тортов на землях Австро-Венгерской монархии.
Торт Эстерхази состоит из коржей, выпеченных из взбитой белковой массы с добавлением миндаля, сливочного масла и муки (см. макарун) и соединённых между собой масляным кремом с добавлением коньяка или ванилью. Сверху торт покрывают толстым слоем белой сахарной глазури, на которой жидким шоколадом наносится типичный для тортов Эстерхази сетчатый рисунок. Однако существует множество различных вариантов рецепта. В Венгрии оригинальный миндаль был полностью заменен грецкими орехами.

## Эстерхази Шниттен
Популярным вариантом, хотя и не в Венгрии, является Эстерхази Шниттен: в то время как торты всегда круглой формы, Шниттены готовят квадратной формы. Существуют и другие варианты, основанные на бисквите или украшенные засахаренными фруктами. Эстерхази Шниттен — это, как правило, очень сладкое пирожное.